# Stephen Kovacevich
Pour les articles homonymes, voir Stephen Bishop et Bishop.
Stephen Kovacevich, connu aussi sous les noms de Stephen Bishop et Stephen Bishop-Kovacevich, est un pianiste et chef d'orchestre américain, né le 17 octobre 1940 à San Pedro (Californie), d'un père serbe originaire de la région de Lika, en Croatie, et d'une mère américaine.

## Biographie
Il commence des études de piano à huit ans avec Lev Schorr. Sa première apparition publique a lieu à San Francisco en 1951 où il interprète le Concertino pour piano de Jean Françaix ; cette même année il donne également son premier récital. Encore adolescent, il joue le Concerto en sol de Maurice Ravel et le Concerto en la mineur de Schumann avec l'Orchestre symphonique de San Francisco. À l'âge de dix-huit ans, il part pour Londres perfectionner ses études de piano avec Myra Hess. En 1961 il donne en récital, au Wigmore Hall de Londres, la Sonate de Berg, trois préludes et fugues de Bach et les Variations Diabelli de Beethoven : c'est un grand succès. Sa carrière débute alors vraiment.
Il est réputé comme soliste et concertiste des œuvres du répertoire classique et romantique : Mozart, Beethoven, Franz Schubert, Johannes Brahms, Schumann, Grieg mais aussi Béla Bartók. Des compositeurs contemporains comme Richard Rodney Bennett, John Tavener ou Michael Tippett lui ont aussi dédié des concertos, ainsi que Stephen Montague pour son « Southern Lament » au Cheltenham International Music Festival, aux BBC Proms et au Royal Festival Hall de Londres.
Après une importante collaboration discographique avec Sir Colin Davis et le London Symphony Orchestra (Philips) où ils interprètent l'ensemble des concertos de piano de Mozart, Beethoven et Bartok, Stephen Kovacevich a enregistré chez EMI les Concertos de Brahms avec le London Philharmonic et Wolfgang Sawallisch (récompensé par un Gramophone Award et un Diapason d'Or), puis en 2003 l’intégrale des 32 sonates pour piano de Beethoven (« Choc » du Monde de la Musique et Diapason d’Or). Son enregistrement des Valses de Chopin et de Ravel (2006) a obtenu un "Choc" du Monde de la Musique.
Parallèlement à sa carrière de soliste et de fin chambriste (avec des partenaires comme Jacqueline du Pré dans le passé, Martha Argerich ou Gautier Capuçon et Renaud Capuçon, Emmanuel Pahud, Lynn Harrell, Truls Mørk, Sarah Chang), il agit également comme chef d'orchestre depuis 1984. Il a dirigé notamment le Chamber Orchestra of Europe. Il collabore régulièrement avec les London Mozart Players, le City of Birmingham Symphony, le Royal Liverpool Philharmonic, l'Orchestre symphonique de Sydney, les Orchestres de Copenhague et de Lisbonne et le Los Angeles Philharmonic. Il a été chef principal invité de l'Australian Chamber Orchestra.
Stephen Kovacevich a été le troisième compagnon de Martha Argerich, de qui il a une fille, Stéphanie. Cette dernière a réalisé un film documentaire sur ses parents, Bloody Daughter, sorti en 2012 à l'occasion du Festival International de Film de Rome.
Il est l'auteur d'une anthologie des œuvres pour piano de Schubert.

## Discographie sélective
Chez Philips
- Bartók : les 3 concertos pour piano / London Symphony Orchestra (1 & 3), BBC Symphony Orchestra, dir. par Sir Colin Davis (1968, 1975)
  - Sonate pour deux pianos et percussion, avec Martha Argerich (1982)
- Beethoven : les 33 Variations Diabelli (1968)
  - les 5 concertos pour piano / BBC Symphony Orchestra (no 1 à no 4), London Symphony Orchestra (no 5 Empereur), dir. Sir Colin Davis (1968 à 1975)
    - les 32 Sonates pour piano (1991 à 2003)

  - Les Bagatelles pour piano : opus 33, 119 et 126 (1974)
- Grieg ; Schumann : les concertos pour piano, BBC Symphony Orchestra, dir. Sir Colin Davis (1971)
- Mozart : concertos pour piano no 21 & 25, London Symphony Orchestra, dir. Sir Colin Davis (1973)
  - concertos pour piano no 20 & 23, London Symphony Orchestra, dir. Sir Colin Davis (1978)
- Brahms : les 2 concertos pour piano / London Symphony Orchestra, dir. Sir Colin Davis (1979)
- Debussy : En blanc et noir, avec Martha Argerich (1977)
- Grands pianistes du XXe siècle, Vol I (Beethoven)
- Grands pianistes du XXe siècle, Vol II (R. Rodney Benett, Bartok, Brahms, Chopin, Stravinsky)  +* réédition, (2015) à l'occasion des trois-quarts de siècle de l'artiste, de tout le legs "Philips" dans un coffret decca de 25 cd's ("the philips years") reprenant tous les enregistrements pour feu le label néerlandais- réalisés de 1968 à 1985.

Chez EMI
- Beethoven : Intégrale des 32 sonates pour piano, bagatelles op. 119 & op. 126 (2003)
  - Sonates pour piano et violoncelle no 3 op. 69 & no 5 op. 102, avec Jacqueline du Pré (1966)
- Brahms : concerto no 1, Lieder op. 91, Ann Murray mezzo-soprano, London Philharmonic, dir. Wolfgang Sawallisch (1992)
  - Sonates pour piano et violoncelle no 1 op. 38, no 2 op. 99 ; 34 variations et fugue sur un thème de Haendel op. 24 ; Lynn Harrell, violoncelle (1997)
- Britten : Sonate pour piano et violoncelle op. 65 ; Jacqueline du Pré, violoncelle (1965)
- Chopin, Ravel : Valses pour piano ; Valses nobles et sentimentales (2006)
- Debussy, Ravel, Prokofiev : Pièces pour flûte et piano; Emmanuel Pahud, flûte (2000)
- Schubert : Sonate D. 960, 6 Moments musicaux D. 780 (1995)

Chez Onyx
- Beethoven : les 33 Variations Diabelli op. 120 (2009)
- Bach : Partita no 4 BWV. 828 (2009)